# Тороліт

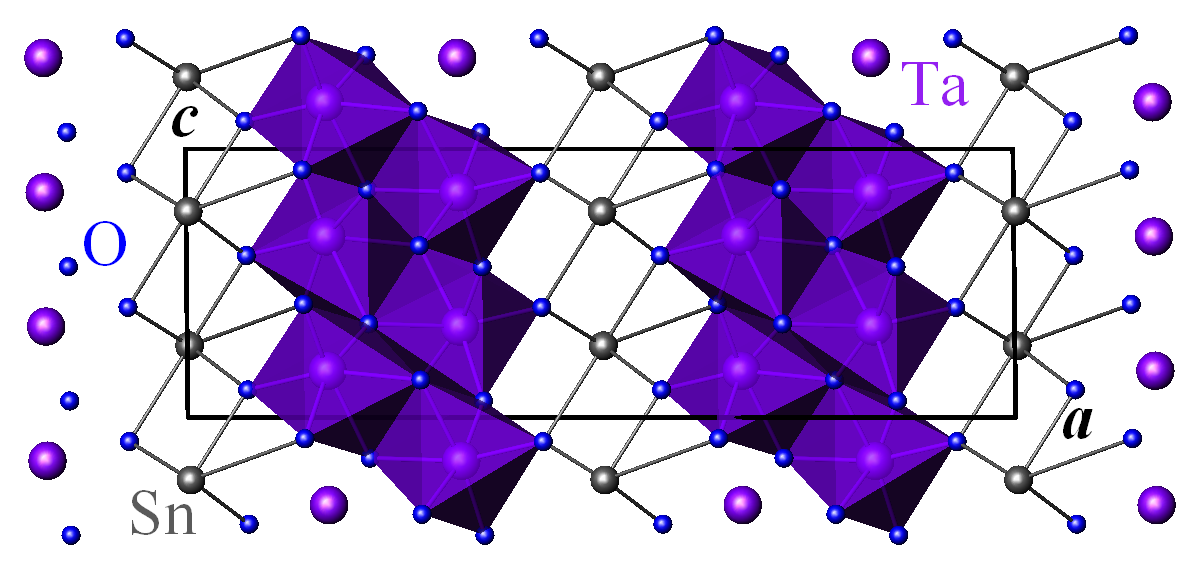
Структура тороліту

Тороліт (англ. thoreaulite; нім. Thoreaulit m) — мінерал, танталоніобат олова. 

## Етимологія та історія
Названий за ім'ям бельгійського дослідника Жака Торо (J.Thoreau), H.Buttgenbach, 1933).

## Загальний опис
Хімічна формула:
- 1. За Є. Лазаренком: Sn[(Ta, Nb)2O7].
- 2. За К.Фреєм і «Fleischer's Glossary» (2004): SnTa2O2.

Містить у % (з місцев. Мононо, Конго): SnO2 — 21,88; Ta2O5 — 72,83; Nb2O5 — сліди. Домішки: SiO2, Al2O3, Fe2O3, CaO. Сингонія моноклінна. Призматичний вид. Утворює виділення неправильної форми, а також зустрічається у вигляді великих, погано огранених призматичних кристалів. Спайність по (100) досконала. Густина 6,8-7,9. Тв. 5,5-6,5. Колір бурий. Риса жовта з зеленуватим відтінком. Блиск алмазний. У шліфі жовтий. Знайдений в альбітизованих сподуменових пегматитах Катанги (Конго) й у Росії.